# 토마스덤불쥐
토마스덤불쥐(Thamnomys venustus)는 쥐과에 속하는 설치류의 일종이다. 이명 Thamnomys schoutedeni은 "정보부족종"으로 기술되고 있다. 콩고민주공화국과 르완다, 우간다에서 발견된다. 자연 서식지는 아열대 또는 열대 기후 지역의 습윤 산지림이다. 서식지 감소로 위협을 받고 있다.